# Овчарченски водопад
Овчарченският водопад „Горица“ е водопад на река Горица, България.

## Местоположение
Намира се в северното подножие на Рила, в близост до село Овчарци и до град Сапарева Баня. Това е най-ниско разположеният водопад в Рила – на 900 метра надморска височина. Намира се по течението на река Горица, събираща води от склоновете на върховете Крива Соспа, Каменна мандра и Кабул.

## Описание
Водопадът е висок 39 m и в долната си част образува тераса. До него се достига по екопътека, започваща от горния край на село Овчарци и достигаща до местността Соколов изглед на 1200 метра надморска височина. Освен големия водопад, нагоре по течението на реката могат да се видят и още шест по-малки водопада с височина 5 – 15 метра.
Водопадът е част от вододайната зона на района и е пълноводен целогодишно, без метеорологичната обстановка да влияе на водния поток.

## Статут
Водопадът е природна забележителност, обявена за защитена територия със заповед № 3796 от 11.10.1965 г., бр. 12/1966 на Държавен вестник.

## Любопитно
Името на реката и на водопада произлиза от историята на красива девойка от селото на име Горица, която живеела щастливо с избраника си овчаря Йовица. Мълвата за красотата на девойката достигнала до местния турски бей, който изпратил слугите си да я отвлекат. Горица побягнала към планината от преследвачите си и за да не попадне в ръцете им се хвърлила от скалите.

## Други
На Овчарченския водопад е наречена улица в квартал „Дървеница“ в София (Карта).